# Пилипенко Артем Сергійович
Арте́м Сергі́йович Пилипе́нко (нар. 21 серпня 1995, Чернігів, Україна) — український футболіст, нападник  футбольного клубу «Суми». Відомий завдяки виступам у складі білоцерківського «Арсенала-Київщина» та київського «Арсенала».

## Життєпис
Артем Пилипенко народився в Чернігові, де й почав займатися футболом у 7-річному віці. Першим тренером хлопця в ДЮСШ «Юність» став Володимир Дробот. Кумиром Артема на той час був Андрій Шевченко, якого Пилипенко усіляко намагався наслідувати. Після виступів у складі «Юності» в чемпіонаті ДЮФЛУ протягом 2008—2012 років, Артем Пилипенко певний час грав за «Будівел-Енергію» (Ріпки) в чемпіонаті Чернігівської області та «Володарку» у вищій лізі Київської області.
У 2013 році перейшов до лав білоцерківського «Арсенала», де провів 2,5 сезони, входячи до числа провідних гравців клубу.
До Києва Артема запросив тренер столичного «Арсенала» Сергій Литовченко. У березні 2016 року Пилипенка було внесено до заявки клубу, а вже за місяць він відзначився дебютним голом у новій команді.